# Birgittastiftelsen
Birgittastiftelsen är en ideell, religiöst och politiskt oberoende stiftelse, grundad på Birgittadagen den 7 oktober 1920. Syftet var ursprungligen att ta till vara de medeltida klosterbyggnaderna i Vadstena och bevara dem i den heliga Birgittas anda. Stiftelsen anordnar idag bland annat seminarier och främjar forskning kring heliga Birgitta och klosterområdet och de grundade 2003 Sancta Birgitta klostermuseum.

## Historia
Våren 1920 hade Societas Sanctæ Birgittæ (SSB) bildats som en bönegemenskap i Svenska kyrkan i traditionen efter den heliga Birgitta. Det stod tidigt klart att man där samtidigt inte ville, kunde eller förmådde ta till vara det stora materiella kulturarvet efter hennes liv och gärning, som fanns t.ex. i de medeltida byggnaderna (som då användes som mentalsjukhus) och miljön i Vadstena. Inom SSB tog man initiativet till att en fristående kulturell stiftelse skulle bildas för ändamålet, och Birgittastiftelsen grundades. Bland Birgittastiftelsens initiativtagre fanns från SSB dess confessor Hugo Berggren och medlemmarna Manda Hökerberg, Greta och Claes Lagerfelt, Simon Lüders, Eric och Mary von Rosen och Mats Åmark samt ett antal svenska kulturpersonligheter, bl.a. Gerda Boëthius, Sigurd Curman, Emilia Fogelklou, Verner von Heidenstam, Otto Janse, Ellen Key, Selma Lagerlöf, samt Anna och Nathan Söderblom.  
Stiftelsens förste ordförande var prins Eugen, som behöll posten till sin död 1947. Ordförande efter honom har varit landshövding Carl Hamilton, landshövding Rolf Wirtén, ambassadör Lars Bergquist, ambassadör Fredrik Vahlquist och senast Mia Åkestam. Drivande kraft i arbetet under mer än ett halvsekel var sekreteraren, professor Andreas Lindblom. 
Birgittastiftelsen lät 1924 utföra arkeologiska utgrävningar av Ulf Gudmarssons och Birgittas borg på Ulfåsa i Ekebyborna socken i Östergötland. Åren 1926–1927 lät man gräva ut den så kallade Ruinparken vid Vadstena klosterkyrka.
Under 1930-talet fick Birgittastiftelsen möjlighet att låta restaurera några rum i klosterbyggnaden och sedan mentalsjukhuset lämnat byggnaderna 1954 upplät Byggnadsstyrelsen hela klosterområdet med dess elva byggnader till Birigittastiftelsen, som lät restaurera dem. Man upptäckte då att en av byggnaderna var den gamla Folkungaättens kungsgård från 1200-talet och äldre än klostret i övrigt. 1964 kunde Birgittastiftelsen inviga Vadstena klosters gästhem (idag Vadstena klosterhotell) i de gamla byggnaderna. 
Birgittastiftelsen förvaltade klosterområdets byggnader i över 40 år, innan Statens fastighetsverk tog över uppgiften.
Sancta Birgitta klostermuseum startades 2003 av Birgittastiftelsen, som drev verksamheten fram till 2022 när Östergötlands museum tog över.

## Verksamhet
Efter att Birgittastiftelsen 2022 slutade driva klostermuseet har dock övrig verksamhet fortsatt. Stiftelsen anordnar föreläsningar och seminarier samt stöder forskning kring heliga Birgitta och klosterområdet, bland annat genom att dela ut Birgittapriset.
Stiftelsen bedriver också ett mindre bibliotek med litteratur kring heliga Birgitta, "Bibliotheca birgittina". Biblioteket finns i klostermuseet, samt i ett digitalt arkiv, och innehåller allt från den äldsta tryckta utgåvan av Birgittas uppenbarelser från 1400-talet till skrifter av SSB-medlemmar och Power points från seminarieföredrag.
Varje år kring Birgittadagen 7 oktober hålls ett heldagsseminarium med föredrag av forskare inom aktuella områden.

## Birgittastiftelsens Bigittapristagare
Birgittastiftelsen utdelar årligen ett Birgittapris "som uppmuntran till forskare eller annan främjare av det birgittinska arvet" (citat ur föreningens stadgar). Följande personer har mottagit det:
- 1997 professor Monica Hedlund
- 1998 professor Tore Nyberg
- 1999 Rolf Erixon
- 2000 docent Mereth Lindgren
- 2001 professor Alf Härdelin
- 2002 professor Birger Bergh
- 2003 moder Tekla Famiglietti O.S.s.S. och moder Karin Adolfsson O.S.s.S.
- 2004 professor Matti Klinge och professor Päivi Sietälä och fil.dr Eva Ahl Waris
- 2005 professor Helge Nordahl
- 2006 professor Birgitta Fritz
- 2007 docent Claes Gejrot
- 2009 senior lecturer Bridget Morris
- 2010 prosten Göran Grefbäck
- 2011 styresmannen Sune Zackrisson
- 2012 professor Hans Aili
- 2013 syster Patricia O.S.s.S
- 2014 författaren Ulla Sander Olsen
- 2015 professor Denis Searby
- 2016 professor Stephan Borgehammar
- 2017 professor Jan Svanberg
- 2018 fil. dr Ingela Hedström och docent Sara Risberg
- 2019 professor Roger Andersson
- 2020 kulturhistoriker Julia Sigurdson och professor Jan-Erik Nylund
- 2021 Ingegerd Lindaräng
- 2022 fil.dr Mia Åkestam
- 2023 professor Eva Lindqvist Sandgren
- 2024 professor Olle Ferm